# Codex Leicester

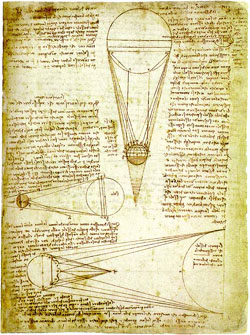
Pagină din Codex Leicester cu însemnări despre Lună; desene și notițe privind Soarele, Luna și iluminarea Pământului

Codex Leicester este o colecție de 18 documente duble, adică 36 de file scrise față-verso realizată de către Leonardo da Vinci între anii 1506 și 1510. Leonardo l-a completat treptat, utilizând condeiul și scriind filele duble una după alta, introducându-le apoi în cele precedente. Codexul este numit după Thomas Coke, conte de Leicester. Înainte de a intra în posesia lui Coke, documentul era cunoscut sub numele de Codexul Hammer, după penultimul său proprietar, americanul Armand Hammer. În ceea ce privește actualul proprietar, acesta este Bill Gates care a cumpărat Codexul Leicester în 1994 cu prețul de 30.8 milioane de $, codexul devenind astfel cea mai scumpă carte din lume.Tema sa principală o reprezintă apa, conținând studii și desene spectaculoase privind curenții și vârtejurile. O parte considerabilă este dedicată astronomiei prin abordarea iluminării Soarelui, Pământului și Lunii.

## Deținători
- Giovanni della Porta
- Giuseppe Ghezzi
- Thomas Coke, Duce de Leicester (1717-1980)
- Armand Hammer (1980-1994)
- Bill Gates (din 1994)